# Abdelhadi Sektioui
Abdelhadi Sektioui (arab. عبد الهادي السكتيوي, ur. 25 lutego 1965 w Fezie) – marokański menedżer piłkarski. Od 2022 roku jest bez pracy.

## Kariera

### Olympic Safi
Zaczynał swoją przygodę z trenowaniem w Olympic Safi. Zespół ten poprowadził w 27 meczach (dane od sezonu 2011/2012)

### Hassania Agadir
1 lipca 2014 roku został zatrudniony jako menedżer Hassanii Agadir. Po raz pierwszy ten zespół poprowadził 24 sierpnia 2014 roku w meczu przeciwko Kawkab Marrakesz (porażka 4:0). Łącznie miał okazję prowadzić ten klub w 77 spotkaniach.

### Wydad Casablanca
25 stycznia 2018 został dyrektorem technicznym Wydadu Casablanca. Ponadto pełnił też funkcję trenera tymczasowego. Wielokrotnego mistrza Maroka poprowadził w pięciu spotkaniach – jedno wygrywając, dwa remisując i również dwa przegrywając.

### Powrót do Safi
8 marca 2020 roku ponownie został menedżerem Olympic Safi. Klub ten został przez Sektiouiego poprowadzony w 27 spotkaniach.

### Powrót do Hassanii
10 grudnia 2021 roku wrócił do Hassanii Agadir. Poprowadził ten klub w 20 spotkaniach.

## Rodzina
Jego brat, Tarik Sektioui również jest menedżerem piłkarskim.